# Mortadela (film)
Mortadela (italsky La mortadella) je francouzsko-italská satirická komedie, natočil ji v roce 1971 slavný italský režisér Mario Monicelli s hvězdným hereckým obsazením - Sophie Lorenová, William Devane, Gigi Proietti a Danny DeVito ve vedlejší roli politika Freda Mancusa. jejímž režisérem byl Mario Monicelli a osobu hlavního hrdiny zahrála Sofia Lorenová. Situace v kterých se hrdinka ocitne, ji nakonec přiměje přehodnotit názor na skvělý život v zemi nekonečných možností.
Po úpravě (na 95 minut) byl snímek společností United Artists pod titulem Lady Liberty (námět Leonard Melfi, Suso Cecchi D'Amico, Don Carlos Dunaway) v roce 1972 uveden na trh v USA, NSR a dalších zemích. Film je ozvučený a barevný.

## Zápletka
Hlavním konfliktem je údajná byrokracie při celním procesu, která přechází v procitnutí do reality v zemi svobody a blahobytu na pozadí milostného konfliktu. Maddalena Ciarrapico (Sophia Loren) a Michele Bruni (Gigi Proietti) se poznají a zamilují v Itálii v šedesátých letech, což je v velmi rušivých vsuvkách (jako vzpomínky) objasněno během první poloviny filmu. Vsunuté sekvence ukazují jak Maddalena a Michele pracovali v továrně na maso a jak jejich nezměrná čistá láska nemohla být legalizována, protože on už je ženatý a Itálie neuznává rozvod. Dohodnou se na emigraci do Spojených států. Michele odjíždí a nyní za ním přichází zamilovaná Maddelena. Přiváží s sebou mortadelu jako svatební dar. Celní předpisy ale neumožňují dovážet maso a masné výrobky do USA. Takže Maddelena zůstává na letišti JFK a tvrdohlavě se odmítá vzdát salámu. Setkává se nejen se svou láskou, Michelem, ale i s nezkrotným novinářem který ji háji avšak večer stráví s milým, cílevědomým a disciplinovaným celníkem.
Celou záležitost s mortadelou se pokouší „smírně“ (zničením mortadely) řešit „hodný“ celník Dominic Perlino Beeson Carroll, kterému se Maddalena na první pohled zalíbila. Avšak tvrdohlavá Maddalena odmítá respektovat zákony Spojených států a vydat mortadelu. Spor tedy pomáhá ukončit její snoubenec Michele (Maddalena: Seznámili jsme se před třiceti lety). Michele se před zraky zklamaného Dominika s Maddalenou vášnivě vítá polibky a nařídí Maddaleně aby okamžitě poslechla celníky a přestala hubovat na zákony USA, že jsou hloupé. Michele totiž nedočkavě čeká na udělení amerického občanství a snaží se tedy rozepře se státním orgánem řešit omluvami, úklonami a komandováním snoubenky. Maddalena je vskutku rozčarována a hned vysvětluje americkým úřadům proč. Že Michele, tedy jak ho zná, je revolucionář. Že se Michele bral vždy za svůj názor, chodil vždy v čele demonstrací a protestů. V krátkém šotu vzpomínky je Michele pod obrovskými rudými, očividně komunistickými, vlajkami. Michele se okamžitě vyděsí k smrti a omlouvá její slova, že Maddalena neumí anglicky a plácá nesmysly, což má jistě důvod právě ve snaze neztratit naději naději na občanství a v kontextu doby i nebýt dokonce podezříván ze sympatií ke komunistické straně a třeba prověřován americkými vlastenci a Výborem pro neamerickou činnost. Na tvrdohlavou Maddalenu naléhají nyní úředníci, Dominik i její snoubenec Michele. Do vřavy rozepře se vřítí rozjásaný reportér Jack Fenner William Devane, který zřejmě vše vyslechl slibuje Maddaleně pomoc, pokud ve svém spravedlivém svatém boji hrdinsky vytrvá. Pak si reportér půjčí od Maddaleny peníze na telefon a je odvlečen s křikem o policejní brutalitě. Po jeho odchodu dostane snoubenec Michele od Maddaleny kvinde. Úředníci rozhodnou, že Maddalenu pošlou letecky šupem zpět do rodné Itálie i s mortadelou s čímž Madelene nesouhlasí a žádá advokáta. Úředníkům jsou její protesty lhostejné a je tedy rozhodnuto o deportaci. Zůstane tak pouze otázka kdo letenku zaplatí. Vzhledem k pokročilé hodině se však nepodaří kontaktovat italského velvyslance a deportace se odkládá na další den. V noci osamělou Maddalene navštíví Dominic a povídají si o jeho matce a jejím životě. Celý snímek v této chvíli silně připomíná romantický film Terminál (2004). Dalším průběhem se však snímek zásadně liší a zakončení není sladký happyend. Maddalene má hlad a nakrojí svatební dar, mortadelu. Nabídne i Dominicovi, který je náhle osvícen snadnou cestou je vyřešit spor a zve k pochoutce další stolovníky. Druhý den však už celý New York čte reportáž o mortadele a hrdinské Italce. Na letiště se dostaví ministr Fred Mancuso Danny DeVito v celé své velikosti, se vší pompou, armádou novinářů a kamer a slibuje svoji velkolepou a hlavně hlasitou podporu. Pak se zjistí že z mortadely zůstalo tak na jeden sendvič. Ministr proto zklamaně zase odchází, ačkoliv Maddalena protestuje, že jde o princip. Celníci spokojeně naštvanou Maddalena pouští do USA, ta však nemá kam jít. Jede tedy s reportérem Fennerem do jeho ubohého bytu, kde jej napadnou tři mlátičky, které na Fennera pošle její snoubenec Michele, uražený jeho reportáží. Fenner skončí v nemocnici se zlomeným žebrem. Maddalena pak na revanš navštíví Micheleho restauraci praští ho a také zdemoluje jeho restauraci. Odvádí ji policie. Michele končí ve stejné nemocnici jako Fenner. Zamilovaný Dominic zaplatí Maddaleně kauci a v restauraci jí ukazuje jak žijí slušní Američané a vypráví jak byl pochválen nadřízeným a jak chytře vyřešil problém který Maddalena vyvolala. Dominic slibuje ubytování u něj a jeho matky. Maddalena ale zmizí a nakonec končí v posteli s beznadějným Fennerem. Ráno přichází Fennerova manželka a nechává mu na starost děti,(Snad nechceš abych je poslala do školy?) s čímž jsou spojeno několik velice hezkých dialogů. Maddalena odchází, před domem potkává Micheleho nadšeného, že ji zase vidí a chce jejich vztah srovnat, slibuje manželství a bohatství. Do Micheleho zdevastované restaurace se totiž hrnou zvědaví zákazníci. Michele se chce spřátelit i s Fennerem. Z Maddeleny bude atrakce a Fenner bude propagovat jeho prosperující restauraci v tisku, plánuje. Maddalena řekne, že ze svatby nic nebude a že se vyspala s Fennerem. Naštvaný Michele zbije zraněného Fennera. Maddalena uspává zuboženého Fennera zpěvem o rodné Itálii a pak odchází pryč.
Satirická komedie Mortadela je dnešními diváky hodnocena většinou jako pouze průměrný  někdy ale dobrý  film známého režiséra Maria Monicelliho (např. Markýz del Grillo, Moji přátelé, Moji přátelé II), zajímavý skvělým hereckým výkonem Sofie Lorenové a epizodní rolí Dannyho DeVito. Scénář připravila mimo jiné i Suso Cecchi d'Amico, jež se podílela rovněž na zpracování vynikajících děl jako Cizinec (1967) (podle A.Camuse), Rocco a jeho bratři (1960), Gepard (1963), ale i Zmýlená neplatí (1958). Ve filmu hraje epizodní roli také George Fisher (násilník), Edward Herrmann (policista), Richard Libertini (Tim)
Mnozí starší diváci si na film Mortadela však i po letech vzpomínají. Je oceňován český dabing. Film mírně napadá proklamovanou svobodu a prosperitu v USA, několik sekvencí se také odehrává přímo v ulicích New Yorku, které zřejmě v krátkém období po světové válce vypadaly stále ještě velmi zpustošeně. New York Times o tom však píše, že nechápe režisérovo zobrazení New Yorku „… grindingly bleak New York settings in which so much of the film is set. No Daily News reporter that I know, for example, lives in a condemned building..“ ( …že by byl New York tak nehostinný, jak je ukázán ve filmu. Rovněž žádný reportér Daily News, kterého znám, například nebydlí v neobyvatelné budově.) 